# یرواند قازانچیان
یرواند خاچاطوری قازانچیان (ارمنی: Երվանդ Խաչատուրի Ղազանչյան؛ زاده ۲ ژوئن ۱۹۳۷ - درگذشته ۳۰ ژوئیهٔ ۲۰۱۹) کارگردان نمایش اهل ارمنستان بود. وی بین سال‌های - تا - میلادی فعالیت می‌کرد.

## زندگی‌نامه
وی در ۲ ژوئن ۱۹۳۷ در ایروان در به دنیا آمد و از انستیتو دولتی هنری و نمایشی ایروان (۱۹۵۸) فارغ‌التحصیل گشت. گالیا نوونتس همسر وی بود. وی در تئاتر نوجوان، تئاتر دولتی کاپان و فرهنگستان دولتی تئاتر سوندوکیان فعالیت می‌کرد. وی همچنین برنده جوایزی همچون شهروند افتخاری ایروان، شهروند افتخاری گیومری، جوایز آرتاوازد،   و چهره هنری شایسته ارمنستان شوروی شد. وی در ۳۰ ژوئیهٔ ۲۰۱۹ در سن ۸۲ سالگی در ایروان درگذشت.

## یادداشت
1. ↑  Հայրենիքին մատուցած ծառայությունների համար» 1-ին աստիճանի մեդալ
2. ↑  «Հայրենիքին մատուցած ծառայությունների համար» 1-ին աստիճանի շքանշան